# Cançons de rem i de vela
Cançons de rem i de vela (1923) és un recull de poemes de Josep Maria de Sagarra i de Castellarnau, inspirats en el paisatge del Port de la Selva, que l'autor va conèixer de la mà de Josep Pla en tornar de la seva estada per l'Europa Central (1919-1921). Fou el cinquè poemari de l'autor, i la troballa del paisatge de la Costa Brava suposà la incorporació en l'obra de Sagarra del món mariner i del paisatge del litoral empordanès.

## Cançons de rem i de vela a la música
El cantautor Lluís Llach va posar música a dos dels poemes que surten a l'obra: Cançó de rem i de vela (N. XII) (àlbum: El meu amic el mar, 1978) i Vinyes verdes vora el mar (àlbum: Campanades a Morts, 1977).
CANÇÓ DE REM I DE VELA (N. XII)

Entre les barques quan passa l'amor,

no duu la fúria de crits ni besades,

l'amor que passa a la vora del mar,

és blau verdós i flexible com l'aigua.

Perquè a la platja hi arribi l'amor,

hem de tenir una miqueta de calma,

i una gavina pel cel adormit,

una gavina i una aigua ben blava.

L'amor que passa a la vora del mar,

vol que tot just es bellugui la barca,

vol a la vela una mica de vent,

però té por de sentir les onades.

Vol una galta que es deixi besar,

però que hi posi una certa recança;

l'amor que es viu a la vora del mar

és un amor de molt poques paraules.

Entre les barques quan passa l'amor,

no vol ni plors ni gemecs ni rialles,

l'amor que passa a la vora del mar

és un sospir que batega com l'aigua.